# Кларк, Луис
Луис Альфред Кларк (англ. Louis Alfred Clarke; 23 ноября 1901 — 24 февраля 1977) — американский легкоатлет, который специализировался в беге на короткие дистанции.

## Биография
Олимпийский чемпион 1924 года в эстафете 4×100 метров.
Эксрекордсмен мира по эстафетного бега 4×100 метров.
Бывший обладатель высшего мирового достижения в беге на 100 ярдов в помещении.
Выпускник Университета Джонса Хопкинса.